# One Day (serie de televisión)
One Day (Siempre el mismo día, en español) es una serie de televisión británica basada en la novela «Siempre el mismo día» de 2009 del novelista británico David Nicholls, así como en la adaptación cinematográfica del mismo título de 2011. Sigue la relación de 20 años de Emma Morley y Dexter Mayhew, quienes se conocen en un baile de graduación después de graduarse en la Universidad de Edimburgo, la serie está protagonizada por Ambika Mod y Leo Woodall en los papeles principales.
Se estrenó el 8 de febrero de 2024 en la plataforma de streaming Netflix, recibió elogios de la crítica y fue la serie más vista a nivel mundial durante la semana del 12 de febrero, con 9,9 millones de visitas.

## Elenco
- Ambika Mod como Emma Morley
- Leo Woodall como Dexter Mayhew
- Eleanor Tomlinson como Sylvie
- Essie Davis como Alison Mayhew
- Tim McInnerny como Stephen Mayhew
- Jonny Weldon como Ian
- Brendan Quinn como Callum
- Billie Gadsdon como Jasmine
- Toby Stephens como Lionel Cope
- Joely Richardson como Helen Cope
- Amber Grappy como Tilly
- Adam Loxley como Graham
- Tim Preston como Gary
- John Macmillan como Aaron
- Rebekah Murrell como Suki
- Jodie Price como Sonya
- Sophie Wolff como Tara
- Joseph Pharoah como Andy
- Meghan Treadway como Kate
- Ella-Rae Smith como Naomi
- Mathilde Thomine Storm como Tove
- Sam Swan como Damian
- Beth Lindsey como Sarah
- Mark Rowley como el Sr. Godalming
- Anthony Calf como Sid
- Edouard Chény como Jean-Pierre
- Emily Eaton-Plowright como Candy
- John Tueart como Andrew
- Hannah van Vliet como Lotte

## Episodios
| Temporada | Temporada | Episodios | Emisión original     | Emisión original     |
| Temporada | Temporada | Episodios | Inicio               | Final                |
| --------- | --------- | --------- | -------------------- | -------------------- |
|           | 1         | 14        | 8 de febrero de 2024 | 8 de febrero de 2024 |

| N.º | Título        | Director      | Guionista                    | Primera emisión      |
| --- | ------------- | ------------- | ---------------------------- | -------------------- |
| 1   | «Episodio 1»  | Molly Manners | Nicole Taylor                | 8 de febrero de 2024 |
| 2   | «Episodio 2»  | Molly Manners | Bijan Sheibani Nicole Taylor | 8 de febrero de 2024 |
| 3   | «Episodio 3»  | Molly Manners | Nicole Taylor                | 8 de febrero de 2024 |
| 4   | «Episodio 4»  | Kate Hewitt   | Nicole Taylor                | 8 de febrero de 2024 |
| 5   | «Episodio 5»  | Kate Hewitt   | Anna Jordan Vinay Patel      | 8 de febrero de 2024 |
| 6   | «Episodio 6»  | Kate Hewitt   | Bijan Sheibani               | 8 de febrero de 2024 |
| 7   | «Episodio 7»  | John Hardwick | Nicole Taylor                | 8 de febrero de 2024 |
| 8   | «Episodio 8»  | John Hardwick | Anna Jordan                  | 8 de febrero de 2024 |
| 9   | «Episodio 9»  | John Hardwick | Bijan Sheibani               | 8 de febrero de 2024 |
| 10  | «Episodio 10» | Luke Snellin  | Nicole Taylor                | 8 de febrero de 2024 |
| 11  | «Episodio 11» | Luke Snellin  | Nicole Taylor                | 8 de febrero de 2024 |
| 12  | «Episodio 12» | Luke Snellin  | Nicole Taylor                | 8 de febrero de 2024 |
| 13  | «Episodio 13» | Luke Snellin  | David Nicholls               | 8 de febrero de 2024 |
| 14  | «Episodio 14» | Molly Manners | Nicole Taylor                | 8 de febrero de 2024 |

## Producción

### Desarrollo
Netflix encargó una nueva adaptación de One Day en noviembre de 2021 a Drama Republic. El equipo de guionista sestá dirigido por Nicole Taylor y conformado por Anna Jordan, Vinay Patel y Bijan Sheibani. Los productores ejecutivos son a Nicholls y Taylor, así como Roanna Benn y Jude Liknaitzky. Molly Manners dirige la serie.
La actriz Ambika Mod dijo en noviembre de 2022 que la serie abarcaría más de la novela que la adaptación cinematográfica de 2011.

### Casting
En junio de 2022, se anunció que Ambika Mod y Leo Woodall interpretarían a los protagonistas Emma y Dexter respectivamente. Eleanor Tomlinson y Essie Davis se unieron al reparto como Sylvie y Alison respectivamente, según se anunció en julio y octubre..

### Rodaje
La fotografía principal comenzó en Londres el 4 de julio de 2022 antes de trasladarse a Edimburgo el 18 de julio. El rodaje tuvo lugar en el Old College de la Universidad de Edimburgo, así como en el centro de la ciudad, West End y el casco antiguo de la ciudad. 
El rodaje en el Reino Unido finalizó el 19 de enero de 2023 en Islington, Londres y se estrenó el 8 de febrero de 2024 en Netflix como serie limitada.

## Recepción
La serie recibió elogios de la crítica y fue la serie más vista a nivel mundial durante la semana del 12 de febrero de 2024, con 9,9 millones de visitas.
El sitio web agregador de reseñas Rotten Tomatoes le dio a la serie un índice de aprobación del 91% con una calificación promedio de 8/10, según 32 reseñas de críticos. El consenso de los críticos del sitio web dice: «Al hacer una crónica del paso del tiempo con un barrido bien observado, One Day es a la vez vertiginoso y sombrío, pero siempre tremendamente romántico». Por su parte Metacritic, que utiliza un promedio ponderado, le asignó una puntuación de 76 sobre 100 basándose en 19 críticas, lo que indica «críticas generalmente favorables».
La serie supuso un gran avance para las carreras de los protagonistas principales Ambika Mod y Leo Woodall.